# Mimeoclysia
Mimeoclysia es un género de polillas tortrícidas categorizado en la tribu Epitymbiini, de la subfamilia Tortricinae. Fue descrito por Diakonoff en 1941.

## Especies
- Mimeoclysia dentata Diakonoff, 1953
- Mimeoclysia incompertana Kuznetzov, 2003
- Mimeoclysia mauroprosopa Diakonoff, 1984
- Mimeoclysia mystrion Razowski, 2013
- Mimeoclysia piridina Diakonoff, 1941
- Mimeoclysia strongylopa Diakonoff, 1983